# Metropolitano de Catânia
O Metro de Catânia (Metropolitana di Catania) também conhecido como Metropolitana é o sistema de metropolitano que serve a cidade de Catânia na Sicília, Itália. Está em funcionamento desde o dia 27 de Junho de 1999 e consiste apenas numa linha com 8,8 quilômetros de comprimento. A frequência de trens é limitada a um a cada 10 minutos, pois só existe uma via entre as estações de Galatea e Porto.

## História
O Metro de Catânia é operado pela Ferrovia Circumetnea.
A única linha em funcionamento entrou em operações em três etapas:
- trecho 1 - 27 de junho de 1999: entre as estações Borgo e Porto
- trecho 2 - 20 de dezembro de 2016: Galatea - Stesicoro
- trecho 3 - 31 de março de 2017: Borgo - Nesima (3.1 km)

Está sendo planejado uma extensão da linha para oeste, a partir da estação Estação Porto, que irá aliviar o tráfego automóvel da cidade e também ligará a cidade ao Aeroporto Catania-Fontanarossa.

## Estações

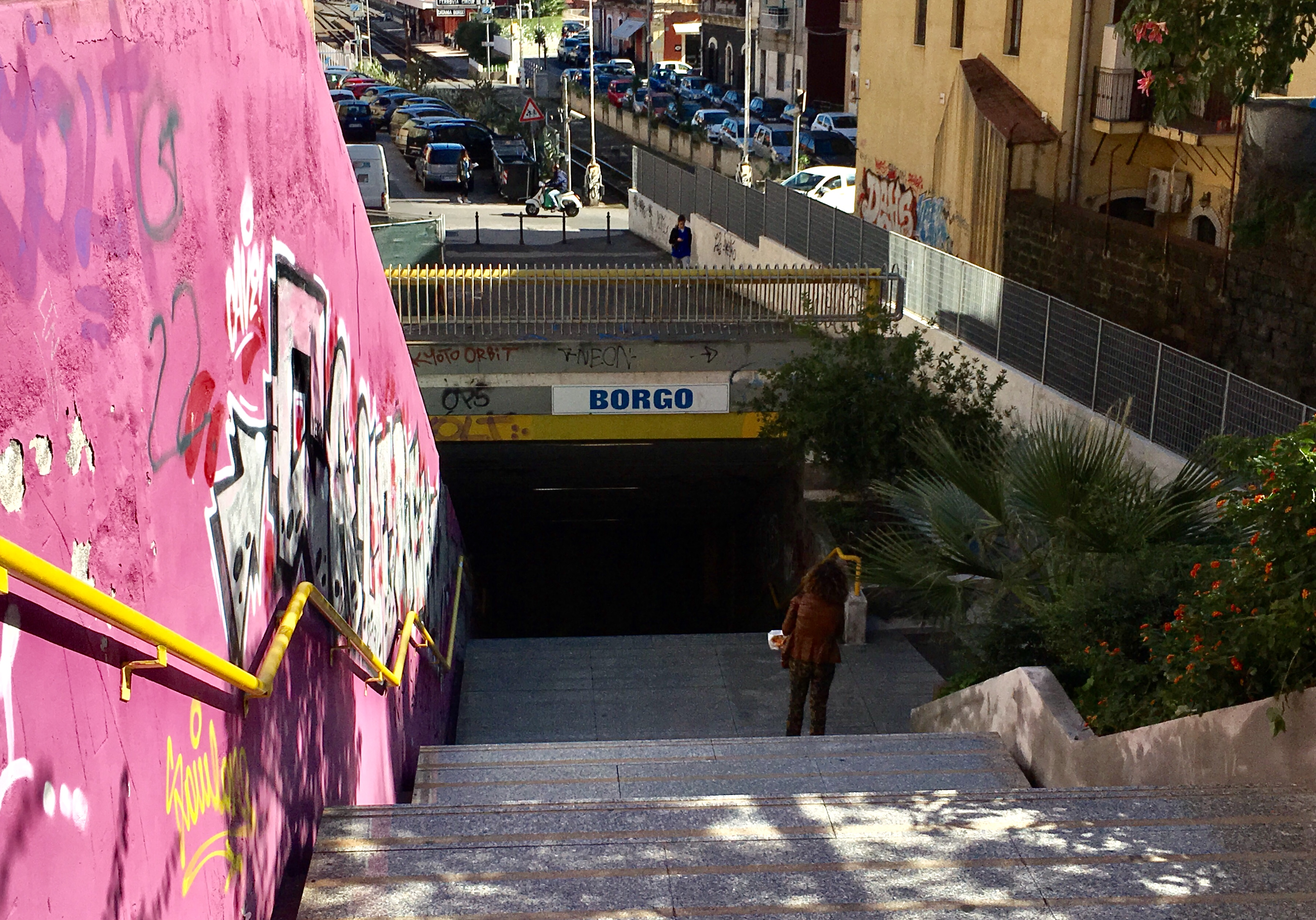
Estação Borgo, escadaria de acesso

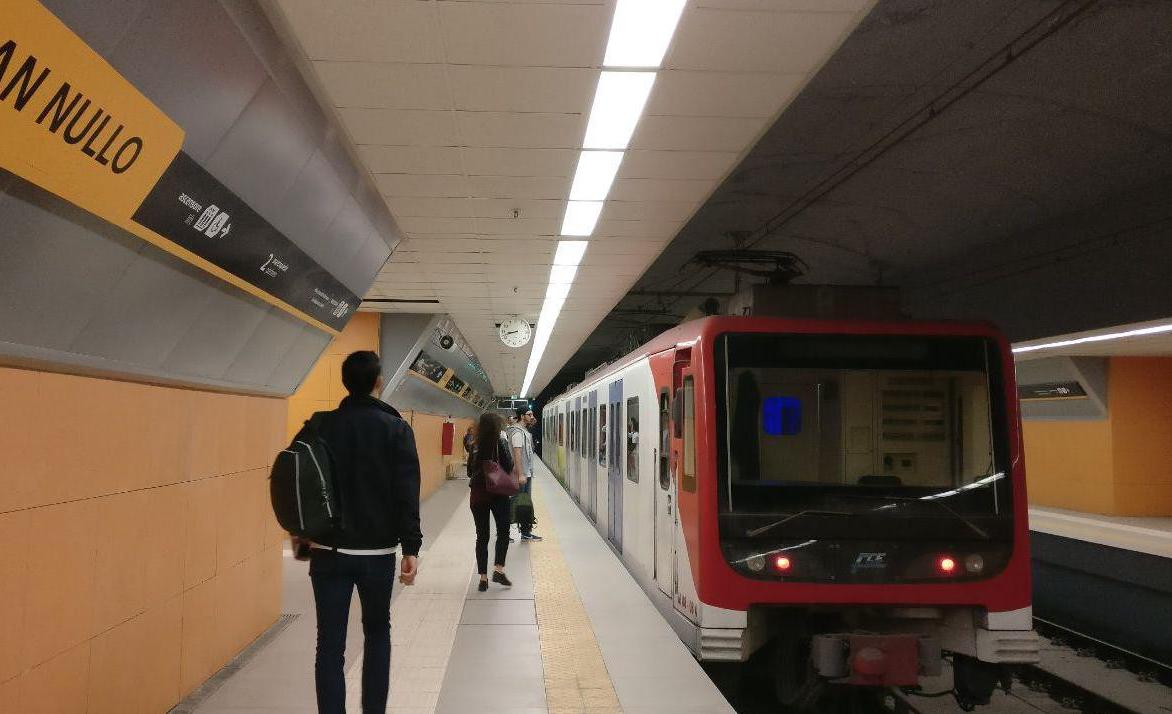
Estação San Nullo, plataforma de embarque

- Monte Po
- Fontana
- Nesima
- San Nullo
- Cibali
- Milo
- Borgo
- Giuffrida
- Italia
- Galatea
- Giovanni XXIII
- Stesicoro